# Модернизм (католицизм)
Модернизм в католической церкви пытается примирить католицизм с современной культурой, особенно понимание Библии и католической традиции в свете историко-критического метода и новых философских и политических событий конца XIX и начала XX веков.
Термин «модернизм», обычно используемый критиками, а не сторонниками связанных с ним позиций, стал известен из энциклики Папы Пия X 1907 года Pascendi Dominici gregis. Папа осудил модернизм как «синтез всех ересей».
В 1911 году в своей статье в Католической энциклопедии иезуит Артур Вермеерш дал определение модернизма с точки зрения католической ересиологии своего времени: «В целом можно сказать, что модернизм имеет целью то радикальное преобразование человеческого мышления в отношении к Богу, человеку, миру и жизни, ныне и в будущем, которое было подготовлено гуманизмом и философией XVIII века и торжественно провозглашено Французской революцией».
Модернистское движение находилось под влиянием и сопровождением протестантских богословов и духовенства, таких как Поль Сабатье и Генрих Юлиус Хольцманн. С другой стороны, модернистские богословы критически относились к протестантскому богословию и занимались апологетикой католической церкви против протестантского понимания христианства, как в знаменитой критике Альфреда Луази в L’Evangile et l’Église (1902) против Das Wesen des Christentums (1900) Адольфа фон Гарнака. Модернистское движение имеет параллель в англиканской церкви, где в 1911 году был основан журнал The Modern Churchman.
Споры о модернизме были заметны во французских и британских интеллектуальных кругах и, в меньшей степени, в Италии, но так или иначе касались большей части Европы и Северной Америки. Папа Пий X рассматривал модернизм как универсальную угрозу, требующую глобальной реакции.

## Масштабы полемики о модернизме
Хотя так называемые модернисты не сформировали единого движения, они отреагировали на общую совокупность религиозных проблем около 1900 года, вышедших за рамки католицизма: во-первых, это проблема историзма, которая, казалось, делала относительными все исторические формы веры и традиции. Во-вторых, из-за принятия современных философов, таких как Иммануил Кант, Морис Блондель и Анри Бергсон, нео-схоластическая философская и теологическая структура, созданная папой Львом XIII, стала хрупкой. Утверждение, что объективная истина воспринимается субъективно, действительно является фундаментальным для всей полемики. Это сосредоточение на религиозной теме породило новый интерес к мистицизму, святости и религиозному опыту в целом. Отвращение к религиозному «экстринцизму» также привело к новой герменевтике доктринальных определений, которые рассматривались как вторичные формулировки предшествующего (имманентного) религиозного опыта (Джордж Тиррелл; ср. также христианский персонализм Люсьена Лабертоньера).

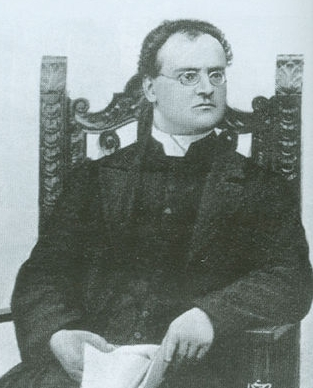
Ромоло Мурри (1870—1944)

Споры не ограничивались сферой философии и богословия. На политическом уровне христианские демократы, такие как мирянин Марк Санье во Франции и священник Ромоло Мурри в Италии, а также левое крыло Партии Центра и христианских союзов в Германии, выбрали политическую программу, которая больше не контролировалась полностью иерархией. Папа Пий X в ответ отлучил Мурри от церкви в 1909 году, распустил движение Саннье Силлон в 1910 году и издал энциклику Singulari quadam в 1912 году, которая явно поддерживала немецкие католические рабочие ассоциации, а не христианские союзы. Более того, такие антимодернисты, как Альберт Мария Вайс и швейцарец Каспар Декуртен, которых поддерживал Пий X, даже находили «литературный модернизм» на поле католической беллетристики, который не соответствовал их стандартам исповедания.
В глазах антимодернистской реакции «модернисты» были единой и тайной сектой внутри церкви. В исторической перспективе можно различить сеть личных контактов между «модернистами», особенно вокруг Фридриха фон Хюгеля и Поля Сабатье. С другой стороны, внутри «движения» существовал широкий диапазон мнений, от людей, пришедших к рационализму (например, Марсель Эбер, Альбер Утен, Сальваторе Минокки, Джозеф Турмель) до мягкого религиозного реформизма, даже включая нео-схоластических теологов, таких как Ромоло Мурри. Это восприятие широкого движения слева направо было сформировано его же участниками.

## Терминология: от либерального католицизма к модернизму
«Либеральный католицизм» первоначально обозначал течение мысли внутри католической церкви, которое было влиятельным в XIX веке, особенно во Франции, и было направлено на примирение церкви с либеральной демократией. Его в значительной степени отождествляли с французскими политическими теоретиками, такими как Фелисите Робер де Ламенне, Анри Лакордер и Шарль Форб Рене де Монталамбер. Во второй половине XIX века этот термин также применялся к богословам и интеллектуалам, таким как Игнац фон Дёллингер, Святой Джордж Джексон Миварт, Джон Зам и Франц Ксаверий Краус, которые хотели примирить католическую веру со стандартами современной науки и общества в целом.
В 1881 году бельгийский экономист Шарль Перен, консервативный католик-мирянин, опубликовал книгу под названием «Le modernisme dans l’église d’après les lettres inédites de La Mennais» (Модернизм в Церкви по неопубликованным письмам Ла Менне). Перен был первым автором, использовавшим термин «модернизм» в католическом контексте — до него голландский кальвинист Абрахам Кёйпер критиковал рационалистическую немецкую теологию протестантской тюбингенской школы как «модернизм» (Het modernisme eenfata morgana op christelijk gebied, 1871). Для Перена «модернизм» был ярлыком для попыток либеральных католиков примирить католицизм с идеалами Французской революции и демократии в целом. Он видел опасность того, что гуманитарные тенденции светского общества будут восприняты внутри католической церкви. Это «социальное» определение католического модернизма позже будет снова использовано интегрализмом. Использование Переном термина «модернизм» было принято римским журналом иезуитов, полуофициальным Civiltà Cattolica, который добавил к этому понятию аспект преувеличенного доверия к современной науке. Когда в декабре 1903 года пять экзегетических книг французского теолога Альфреда Луази были внесены в Индекс запрещённых книг, официальная папская газета L’Osservatore Romano провела различие между «современностью» и «модернизмом», повлекшим за собой ересь в религии, революцию в политике, и ошибку в философии. Термин «модернизм» теперь начал заменять старые ярлыки, такие как «либеральный католицизм» или (особенно в Германии) «реформистский католицизм».

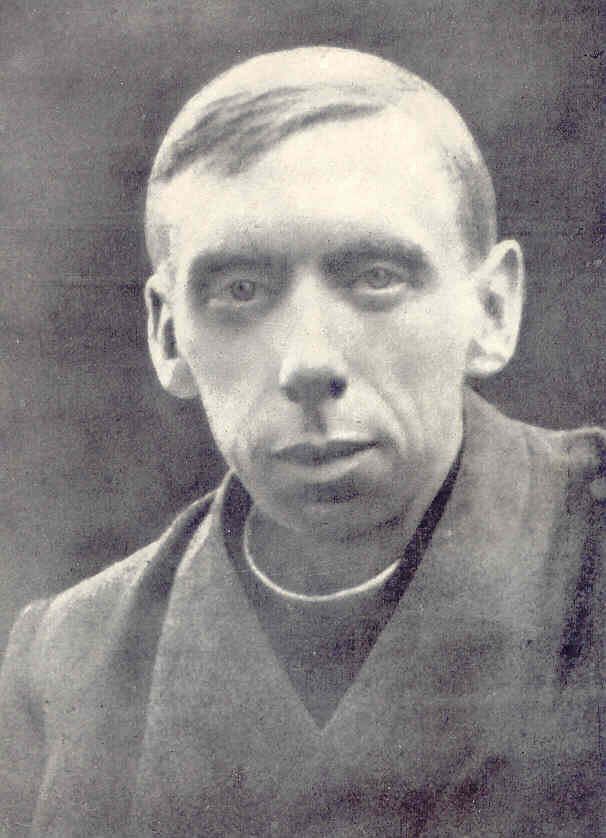
Джордж Тиррелл (1861—1909)

Связь между «либеральным католицизмом» и «модернизмом» была предметом споров и дискуссий. В 1979 году Томас Майкл Лум подчеркнул преемственность между ними и говорил о «вертикальном измерении» модернистской полемики. Это «изобретение традиции» подверглось критике, среди прочего, Николасом Лэшем. Однако ясно, что уже Совместное пастырство английского епископата против «либерального католицизма» (декабрь 1900 года) отреагировало не только на св. Джорджа Джексона Миварта, но и на сочинения более позднего «модерниста» Джорджа Тиррелла. Письмо было подготовлено в Риме и вдохновлено Рафаэлем Мерри дель Валь, который стал главным противником Тиррелла при Пии X. Кроме того, «модернисты», такие как Тиррелл, сравнили свои трудности после публикации «Pascendi» с трудностями «либеральных католиков», таких как Игнац фон Дёллингер, после I Ватиканского собора. В декабре 1907 года Тиррелл писал немецкому корреспонденту: «Не пора ли пересмотреть лжесобор 1870 года и спросить, не были ли правы все-таки альт-католики? Ex fructibus eorum и т. д. [Вы узнаете их по плодам. Матфея 7:16], безусловно, можно использовать в качестве критерия ультрамонтанства. Отдельные люди, такие как я, могут позволить себе оставаться в стороне, как это делал Дёллингер. Но могут ли массы жить без таинств и внешнего общения? И всё же теперь ни один образованный мужчина или женщина не сможет оставаться в общении с Пием X». Тиррелл также был вдохновлён посмертной публикацией «Истории свободы и других эссе» лорда Актона в 1907 году.

## История модернистской полемики
Хотя так называемый «модернистский кризис» обычно датируется периодом между 1893 (Папа Лев XIII, энциклика Providentissimus Deus) и 1914 годом (смерть Папы Пия X), полемика имеет предысторию, а также пост-историю.

### Предыстория: интеллектуальное брожение XIX века
За заметными исключениями, такими как Ришар Симон или болландисты, католические исследования в XVII, XVIII и XIX веках, как правило, избегали использования критической методологии из-за её рационалистических тенденций. Частые политические революции, ожесточённое противостояние «либерализма» церкви и изгнание религиозных орденов из Франции и Германии заставили церковь по понятным причинам с подозрением относиться к новым интеллектуальным течениям.
В своей энциклике 1829 года «Traditi humilitati» Папа Пий VIII увещевал тех, кто «издаёт Библию с новыми толкованиями, противоречащими законам Церкви» и «искусно искажает смысл своим собственным толкованием», чтобы «обеспечить, чтобы читатель усвоил их смертельный яд вместо спасительной спасительной воды».
В том же ключе в 1832 году его преемник Папа Григорий XVI осудил в своей энциклике Mirari vos «бесстыдную науку» («scientia impudens»), сожалея о том, что «божественная власть Церкви… подчинена человеческому разуму». Григорий XVI также предупредил католиков, чтобы они не читали переводы Библии, опубликованные некатолическими библейскими обществами, обвинив их в своей энциклике «Inter praecipuas» (1844) в «пренебрежении божественной традицией, сохранённой католической церковью в учении отцов» и в «отвержении самого авторитета церкви».
Антилиберализм и враждебность к современности продолжились при новом Папе Пии IX: через несколько месяцев после своего избрания в 1846 году Пий обнародовал энциклику Qui pluribus, призывающую всех католических прелатов быть начеку против опасностей, исходящих от рационализма, пантеизма, социализма, коммунизма и других популярных философий.

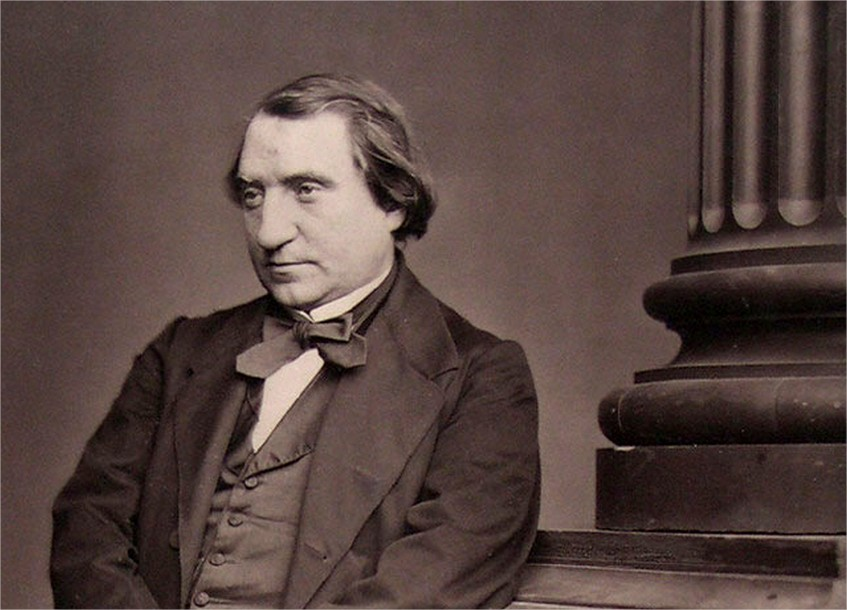
Эрнест Ренан

В 1863 году Эрнест Ренан опубликовал Vie de Jésus (Жизнь Иисуса). Ренан готовился к священству, прежде чем выбрать светскую карьеру филолога и историка. В его книге Иисус описывается как «несравненный человек», человек, без сомнения, экстраординарный, но всего лишь человек. Книга была очень популярна, но стоила ему кафедры иврита в Коллеж де Франс. Среди самых противоречивых идей Ренана было то, что «чудо не считается историческим событием; учитываются люди, верящие в чудо». Иисус Ренана — человек простого благочестия и почти невообразимой харизмы, главное историческое значение которого — легион его последователей.
В том же 1863 году церковный историк Игнац фон Дёллингер пригласил около 100 немецких теологов на встречу в Мюнхен (Münchener Gelehrtenversammlung, 1863) для обсуждения состояния католического богословия. В своём обращении «О прошлом и будущем католического богословия» Дёллингер выступал за большую академическую свободу богословия в церкви, сформулировав критику неосхоластического богословия и отстаивая исторический метод в богословии. В том же 1863 году друг Дёллингера Шарль де Монталамбер произнёс две сильные речи на католическом конгрессе в Мехелене, настаивая на том, что церковь должна примириться с гражданским равенством и религиозной свободой.
8 декабря 1864 года Папа Пий IX издал энциклику Quanta cura, осуждающую то, что он считал значительными ошибками, поразившими современную эпоху. Он осудил некоторые положения, такие как: «народная воля, проявляемая тем, что называется общественным мнением…, составляет высший закон, свободный от всякого божественного и человеческого контроля»; только от гражданского права зависят все права родителей на своих детей, и в особенности права на образование; и что религиозные ордена не имеют законных оснований для разрешения. Некоторые из этих осуждений были направлены против антиклерикальных правительств в различных европейских странах, которые находились в процессе секуляризации образования и захвата католических школ, а также подавления религиозных орденов и конфискации их имущества. К энциклике была приложена Syllabus Errorum, которая была осуждена в предыдущих папских документах и требовала обращения к первоначальным утверждениям для понимания. Программа отреагировала не только на современный атеизм, материализм и агностицизм, но также на либеральный католицизм и новое критическое изучение Библии. Это также была прямая реакция на выступление Дёллингера в Мюнхене и выступления Монталамбера в Мехелене. Среди положений, осуждённых в Syllabus, были:
- «7. Пророчества и чудеса, изложенные и записанные в Священном Писании, суть вымысел поэтов, а тайны христианской веры — результат философских изысканий. В книгах Ветхого и Нового Завета содержатся мифические вымыслы, а Иисус Христос Сам есть миф».
- «13. Метод и принципы, по которым старые схоластические доктора культивировали богословие, уже не соответствуют требованиям нашего времени и прогрессу наук». — Письмо архиепископу Мюнхенскому «Tuas libenter», 21 декабря 1863 года.
- «15. Каждый человек волен принимать и исповедовать религию, которую он считает истинной, руководствуясь светом разума». — Апостольское послание «Multiplices inter», 10 июня 1851 года. Аллокуция «Maxima quidem», 9 июня 1862 года.

Первый Ватиканский собор проходил с декабря 1869 по октябрь 1870 года. Собор вызвал определённые споры ещё до того, как собрался. В ожидании обсуждения темы папской непогрешимости многие епископы, особенно во Франции и Германии, высказали мнение, что время «неподходящее». Игнац фон Дёллингер возглавил движение в Германии, враждебное определению непогрешимости. По мнению Дёллингера, в католической традиции не было оснований для этого определения. После определения Дёллингер был отлучен от церкви архиепископом Мюнхена Грегором фон Шерром в 1871 году. Монталамбер умер до окончания Собора.
Догматическая Конституция о католической вере, Dei Filius, пыталась провести золотую середину между рационализмом и фидеизмом. В ней представлена концепция откровения, в которой подчёркивается аспект божественного наставления посредством откровения. Догматическая конституция Pastor Aeternus обращалась к примату папы и отвергала идею о том, что декреты, изданные папой для руководства церковью, недействительны, если они не подтверждены светской властью. Она также провозгласила непогрешимость папы, когда он говорил «ex cathedra» по вопросам веры и морали. Другие дела были отложены, когда итальянская пехота вошла в Рим, и собор был прерван. Собор оставался формально открытым до 1960 года, когда он был официально закрыт Папой Иоанном XXIII для созыва Второго Ватиканского собора.
Решения Первого Ватиканского Собора были настолько противоречивы, что даже вызвали раскол некоторых немецких, швейцарских, австрийских и голландских либеральных католиков, которые откололись от Ватикана и объединились с янсенистами (поддерживавшими несколько шаткую иерархию в Нидерландах) в Старокатолическую церковь, которая существует и по сей день.

### Начало модернистской полемики при Льве XIII

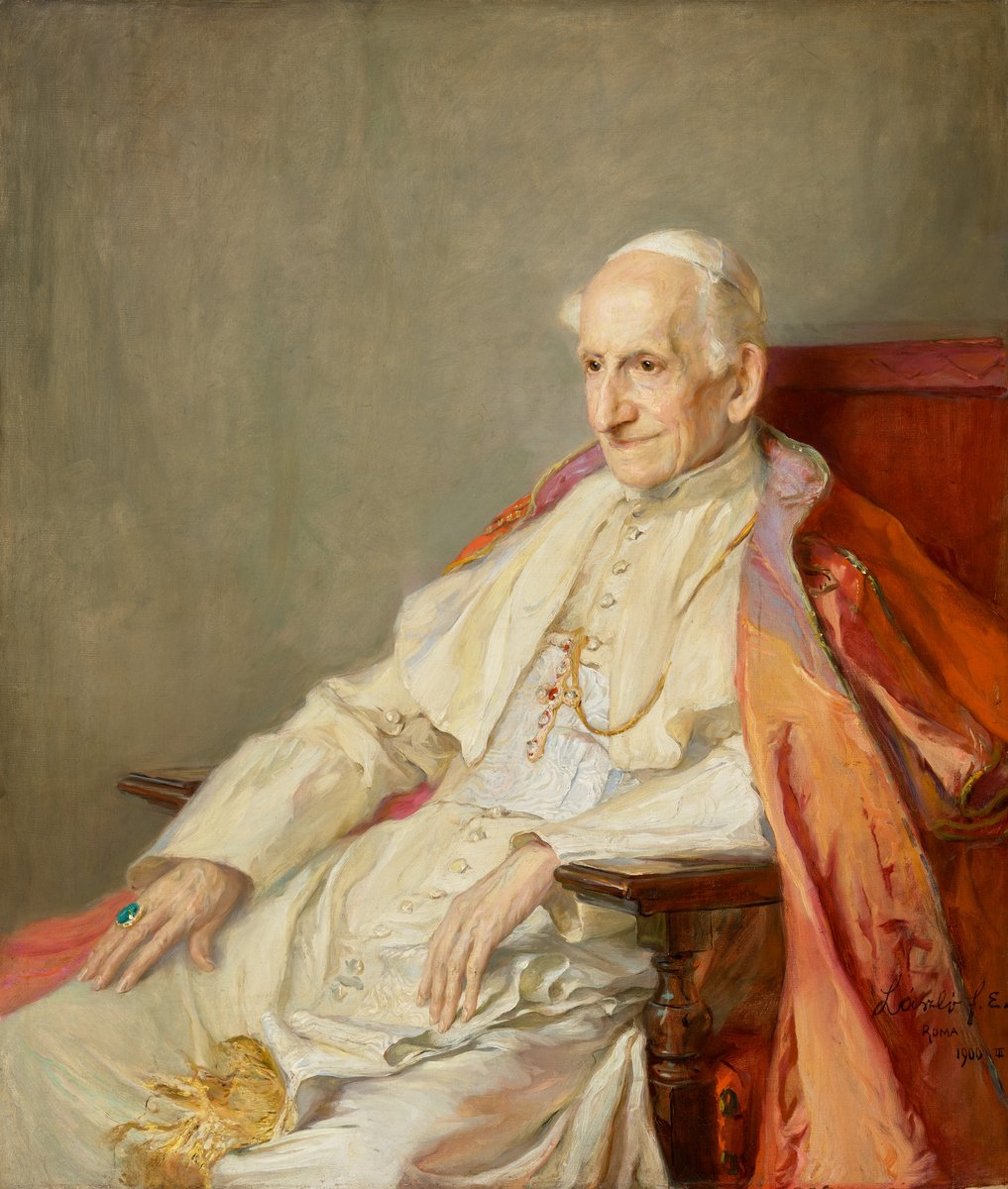
Папа Лев XIII

Папа Лев XIII, преемник Пия IX, хотел всячески продвигать то, что он понимал как истинную христианскую науку: он работал над возрождением томизма как христианской философии, поощрял изучение истории и археологии, а в 1881 году открыл для исследователей Ватиканские архивы. В 1887 году он поощрял изучение естественных наук, а в 1891 году открыл новую Ватиканскую обсерваторию. Ответ Льва XIII на рационалистическую тенденцию подрыва авторитета Священного Писания заключался в том, чтобы у церкви были свои собственные обученные эксперты. В 1893 году в Providentissimus Deus папа Лев XIII дал первое официальное разрешение на использование критических методов в библеистике. «Поэтому наиболее правильно, чтобы преподаватели Священного Писания и богословы владели теми языками, на которых первоначально были написаны священные Книги, и обладали знанием естественных наук». Он рекомендовал, чтобы изучающий Писание сначала получил прочную основу в толкованиях отцов, таких как Тертуллиан, Киприан, Иларий, Амвросий, Лев Великий, Григорий Великий, Августин и Иероним, и понял то, что они интерпретировали буквально, а что аллегорически; и заметить, что они считают принадлежащим вере, а что мнением.
Хотя Providentissimus Deus пыталась поощрять католические библейские исследования, это также создавало проблемы. В энциклике Лев XIII исключил возможность ограничения боговдохновенности и непогрешимости Библии вопросами веры и морали. Таким образом, он вмешался в оживлённую дискуссию о библейской боговдохновенности во Франции, где Морис д’Юльст, основатель Католического института в Париже, выбрал более открытое решение в своей статье La question biblique. Теперь в беде оказались не только толкователи этой «большой школы», но и выдающийся французский теолог Альфред Луази, который работал над глубоко историческим пониманием Библии, чтобы открыть пространство для теологической реформы. Римская конгрегация Индекса начала готовить цензуру основных произведений Луази, но до смерти Льва XIII в 1903 году не было принято никакого решения, поскольку внутри Римской курии также существовало значительное сопротивление преждевременным суждениям по вопросам толкования Библии.
В целом официальное католическое отношение к изучению Священного Писания на рубеже XX века было отношением к осторожному продвижению вперёд и в то же время к растущему пониманию того, что обещает будущее. В 1902 году Папа Лев XIII учредил Папскую библейскую комиссию, которая должна была адаптировать католические библейские исследования к современной науке и защищать Писание от нападок.

### Мари-Жозеф Лагранж
В 1890 году доминиканец Мари-Жозеф Лагранж основал в Иерусалиме École Biblique, первую католическую школу, специально посвящённую критическому изучению Библии. В 1892 году Папа Лев XIII дал официальное одобрение. В то время как многие современники Лагранжа критиковали новый научный и критический подход к Библии, он использовал его. Лагранж основал журнал Revue Biblique, и его первые статьи вызвали резкую критику, но папа Лев XIII не был склонен препятствовать новым идеям. Пока был жив папа Лев XIII, работа Лагранжа спокойно продвигалась вперед, но после смерти Папы воцарилась ультраконсервативная реакция. Историко-критический метод был признан Ватиканом подозрительным. Отца Лагранжа, как и других учёных, участвовавших в возрождении библейских исследований в XIX веке, подозревали в модернизме. В 1912 году Лагранж получил приказ прекратить издание Revue Biblique и вернуться во Францию. Сама школа была закрыта на год, а затем Лагранжа отправили обратно в Иерусалим для продолжения работы.

### Дюшен и Луази

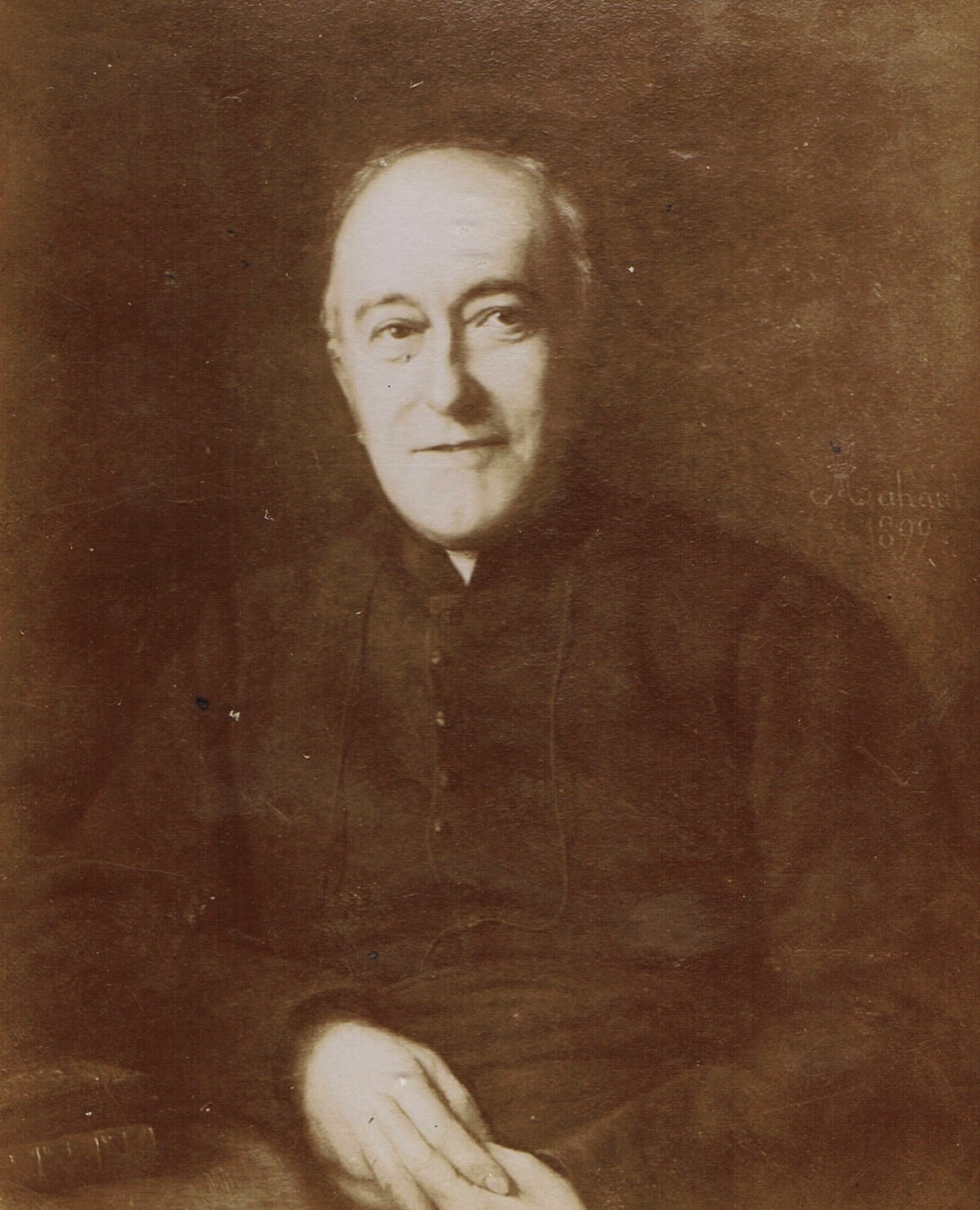
Луи Дюшен, 1899 год

Луи Дюшен был французским священником, филологом, учителем и археологом-любителем. Получив образование в Высшей школе социальных наук в Париже, он применял современные методы к церковной истории, объединяя археологию и топографию в дополнение к литературе и помещая церковные события в контекст социальной истории. Дюшен занимал кафедру церковной истории в Католическом институте Парижа и часто контактировал с историками-единомышленниками из числа болландистов, с их долгой историей критических изданий агиографий. Дюшен получил известность как демифологизирующий критический историк популярных благочестивых житий святых, выпущенных издательствами Второй Империи. Однако его Histoire ancienne de l’Église, 1906—1911 (переведённая как «Ранняя история христианской церкви») в то время считалась церковью слишком модернистской и была помещена в Индекс запрещенных книг в 1912 году.

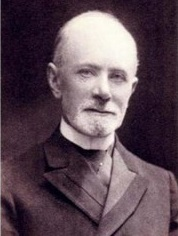
Альфред Луази

Альфред Луази был французским католическим священником, профессором и богословом; его обычно называют «отцом католического модернизма». Он учился в Католическом институте у Дюшена и посещал курс иврита Эрнеста Ренана в Коллеж де Франс. Харви Хилл говорит, что развитие теорий Луази следует рассматривать также в контексте конфликта между церковью и государством во Франции, который способствовал кризису веры Луази в 1880-х годах. В ноябре 1893 года Луази опубликовал последнюю лекцию своего курса, в которой резюмировал свою позицию по библейской критике в пяти положениях: Пятикнижие не было работой Моисея, первые пять глав Бытия не были буквальной историей, Новый Завет и Ветхий Завет не обладали равной исторической ценностью, библейское учение развивалось, и библейские писания имели определённую ограниченность, как и у других авторов древнего мира. Когда его попытки теологической реформы потерпели неудачу, Луази стал рассматривать христианскую религию скорее как систему гуманистической этики, чем как божественное откровение. Он был отлучён от церкви в 1908 году.

### Кульминация полемики при Пии X

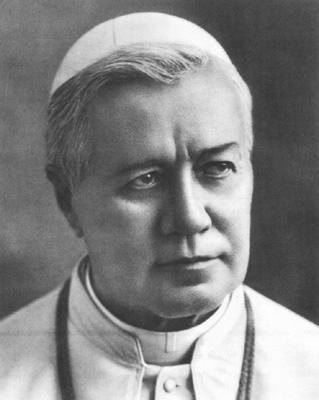
Папа Пий X

Папа Пий X, сменивший Льва XIII в августе 1903 года, почти сразу же включился в продолжающийся спор. Реагируя на давление со стороны парижского архиепископа кардинала Франсуа-Мари-Бенжамена Ришара, он передал порицание Луази от Индекса запрещённых книг Верховной Конгрегации Священной канцелярии. Уже в декабре 1903 года цензуре подверглись основные экзегетические труды Луази. В то же время Святая канцелярия начала готовить список ошибок, содержащихся в произведениях Луази. Из-за продолжающегося внутреннего сопротивления, особенно со стороны Хозяина Священного Дворца, папского теолога Альберто Лепиди, этот Syllabus был опубликован только в июле 1907 года как декрет Lamentabili sane exitu, который осуждал шестьдесят пять предложений из области библейского толкования и истории догмы. Lamentabili не упоминает термин «модернизм», и кажется, что Пий X и его близкие сотрудники, такие как кардинал Рафаэль Мерри дель Валь и кардинал Хосе де Каласанс Вивес-и-Туто, не были удовлетворены документом.
Поэтому летом 1907 года в узком кругу папы был подготовлен ещё один документ, а уже в сентябре 1907 года Пий X обнародовал энциклику Pascendi dominici gregis, сформулировавшую синтез модернизма и популяризировавшую сам термин. Энциклика осуждала модернизм как объятие всякой ереси. Pascendi описала «модерниста» в семи «ролях»: как чисто имманентного философа, как верующего, который полагается только на свой собственный религиозный опыт, как теолога, понимающего догму символически, как историка и библеиста, растворяющего божественное откровение средствами историко-критического метода в чисто имманентные процессы развития, как апологета, обосновывающего христианскую истину только из имманентности, и как реформатора, желающего коренным образом изменить церковь. Агностицизм, имманентность, эволюционизм и реформизм — вот ключевые слова, используемые Папой для описания философской и теологической системы модернизма. Модернист является врагом схоластической философии и богословия и сопротивляется учению магистериума. Его моральные качества — любопытство, высокомерие, невежество и лживость. Модернисты обманывают простых верующих тем, что представляют не всю свою систему, а только её части. Поэтому энциклика хочет раскрыть тайную систему модернизма. Pascendi содержала также дисциплинарные меры за продвижение схоластической философии и богословия в семинариях, за устранение подозрительных профессоров и кандидатов в священники, за более жесткое цензурирование публикаций и за создание антимодернистской контрольной группы в каждой епархии. Все епископы и настоятели религиозных орденов должны были регулярно отчитываться о выполнении этих мер.
Пий X часто осуждал это движение и был глубоко обеспокоен тем, что его приверженцы могут продолжать считать себя строгими католиками, понимая догму в явно нетрадиционном смысле (следствие концепции эволюции догмы). Поэтому в 1910 году он ввёл антимодернистскую клятву, которую должны были принести все католические священники, в то время как он закрыл «единственный значительный американский католический журнал», Ecclesiastical Review, «именно тогда, когда это было необходимо, чтобы бросить вызов растущему влиянию прагматизма Джона Дьюи».
Чтобы обеспечить выполнение этих решений, монсеньор Умберто Бениньи через свои личные контакты с теологами и мирянами в различных европейских странах организовал тайную сеть осведомителей, которые сообщали ему о тех, кто, как считалось, проповедует осуждённую доктрину или занимается политической деятельностью (например, христианской демократические партии, христианские союзы), которые также считались «модернистскими», поскольку не контролировались католической иерархией. Эта группа называлась Sodalitium Pianum, то есть Братство Пия (V), кодовое название — La Sapinière. Его часто чрезмерно усердные и тайные методы часто мешали, а не помогали Церкви в её борьбе с модернизмом. Бениньи также издавал журнал La Corrispondenza Romana/Correspondance de Rome, который инициировал кампании в прессе против практического и социального модернизма по всей Европе. Бениньи поссорился с кардиналом-государственным секретарём Рафаэлем Мерри дель Валь в 1911 году. В конце концов в 1921 году Sodalitium был распущен. Недавние исследования подчеркнули антисемитский характер антимодернизма Бениньи.

### В Америке

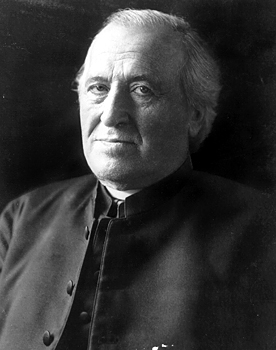
Архиепископ Джон Айрленд (1838−1918)

Со своим лозунгом «Церковь и эпоха объединяются!» архиепископ Джон Айрленд из Сент-Пола, штат Миннесота, стал героем реформаторов во Франции (Феликс Кляйн), Италии и Германии (Герман Шелл) в 1890-х годах. Таким образом, в модернистских спорах в Соединённых Штатах изначально доминировал конфликт по поводу «американизма», который после Pascendi  также был представлен как «предшественник» модернизма в католической ересиологии. «Американизм» воспринимался как влияние классического либерализма в католической церкви в Соединённых Штатах, особенно в отношении концепции отделения церкви от государства. Такие тенденции встревожили Папу Льва XIII, который осудил их в своем апостольском послании Testem benevolentiae nostrae (1899). Архиепископу Айрленду пришлось быть предельно осторожным, чтобы избежать осуждения за свои взгляды.
После издания Pascendi антимодернистские меры особенно ощущались в Архиепархии Нью-Йорка: The New York Review был журналом, издаваемым семинарией Святого Иосифа. Он печатал статьи ведущих католических библеистов, входивших в недавно появившиеся школы библейской критики, что вызывало недоумение в Риме. Примерно в 1908 году издание Review было прекращено якобы по финансовым причинам, хотя есть веские доказательства того, что оно было закрыто из-за модернистских тенденций. Несмотря на свою поддержку модернизации, архиепископ Айрленд активно выступал против модернизма после энциклики Pascendi : это явно непоследовательное поведение проистекает из концепции Айрленда о «золотой середине» между «ультраконсерватизмом», делающим церковь неактуальной, и «ультралиберализмом», отвергающим послание церкви.

### Постистория в XX и XXI веках
После понтификата Пия X нападки на модернистов постепенно стихли. Новый Папа Бенедикт XV, избранный на смену Пию X в 1914 году, ещё раз осудил модернизм в своей энциклике Ad beatissimi Apostolorum, но также призвал католиков перестать осуждать единоверцев. Тем не менее теологический антимодернизм продолжал влиять на климат внутри церкви. Святая канцелярия до 1930 года под руководством кардинала Рафаэля Мерри дель Валя продолжала осуждать модернистских богословов, и рационалистическая экзегеза была снова осуждена понтификом в его энциклике Spiritus Paraclitus.
В 1930-х годах работы Луази были помещены в Индекс запрещённых книг. Во время Первой мировой войны французская католическая пропаганда утверждала, что немецкие католики заражены модернизмом. Уже в 1913 году французский академик Эдмон Вермей утверждал, что католическая тюбингенская школа середины XIX века с её интересом к «органическому развитию» церкви в истории была «предшественником» «модернизма» — утверждение, которое оспаривалось с тех пор.
Между Первой мировой войной и Вторым Ватиканским собором богослов Режиналь Гарригу-Лагранж был «факелоносцем ортодоксального томизма» против модернизма. Гарригу-Лагранж, который был профессором философии и богословия в Папском университете св. Фомы Аквинского (Ангеликуме), как принято считать, повлиял на решение 1942 года разместить частно распространяемую книгу Une école de théologie: le Saulchoir (Étiolles-sur-Seine 1937) Мари-Доминика Шеню в «Индексе запрещённых книг» Ватикана, что стало кульминацией полемики внутри Доминиканского Ордена между сторонниками спекулятивной схоластики Ангеликума и томистами французского возрождения, которые были более внимательны к исторической герменевтике, такими как Ив Конгар.
В начале 1930-х годов Конгар прочитал Mémoires («Воспоминания») Луази и понял, что модернизм обратился к теологическим проблемам, которые ещё не были решены схоластическим богословием. Шеню и Конгар, два главных представителя «Новой теологии», начали готовить досье на эту тему. В 1946 году Конгар написал Шеню, что схоластическое богословие уже начало ежедневно «ликвидировать» себя и что иезуиты были одними из самых яростных «ликвидаторов». Chrétiens désunis Конгара также подозревали в модернизме, потому что его методология основывалась больше на религиозном опыте, чем на силлогистическом анализе. В результате Nouvelle théologie была осуждена Папой Пием XII в его энциклике Humani generis.
Первое ослабление строгих антимодернистских мер, введённых Пием X, произошло в 1943 году: в этом году Папа Пий XII издал энциклику Divino afflante Spiritu, регулирующую вопрос библейской экзегетики. Энциклика открыла современный период римско-католических библейских исследований, поощряя изучение текстологии (или нижней критики), относящейся к тексту самих Писаний и их передаче (например, для определения правильных показаний) и разрешила использовать историко-критический метод (или более высокую критику), чтобы быть информированным теологией, Священным Преданием и церковной историей об исторических обстоятельствах текста, выдвигая гипотезы о таких вопросах, как авторство, датировка и тому подобные проблемы. Католический библеист Раймонд Э. Браун описал энциклику как «Великую хартию вольностей библейского прогресса».
По словам богослова-иезуита Кристофа Теобальда, Второй Ватиканский собор пытался решить следующие проблемы, затронутые Альфредом Луази:
1. Вдохновенность Священного Писания: точка зрения Луази о том, что боговдохновенность не может быть ограничена определёнными областями Священного Писания, но что Писание в то же время было полностью «историческим», нашло отклик в догматической Конституции Dei Verbum, где принцип того, что божественное откровение произошло «ради нашего спасения» и засвидетельствовано Священным Писанием, сочетается с задачей историко-экзегетического исследования Писания;
2. В своём инаугурационном обращении ко Второму Ватиканскому Собору[англ.] Папа Иоанн XXIII провёл различие между «депозитом веры[англ.]» и её историческими формами выражения, тем самым повторяя различие Луази между «истиной» и «доктриной»;
3. Трансцендентальная теология Карла Ранера синтезировала оппозицию имманентизма и экстринсизма, которую Луази проблематизировал во многих своих эссе. Соответственно, Dei Verbum дополнила ориентированную на наставления модель откровения на Первом Ватиканском соборе концепцией божественного самосообщения в истории;
4. Понятие доктринального развития было получено в некоторых диалектических формулировках в Dei Verbum[102].

Несмотря на это, католическая церковь по-прежнему считает модернизм ересью, и осуждение модернизма продолжалось и после Второго Ватиканского собора. В своей энциклике Ecclesiam suam Папа Павел VI осудил модернизм как «ошибку, которая всё ещё проявляется под различными новыми обличьями, совершенно несовместимую с каким-либо подлинным религиозным выражением», и описал его как «попытку со стороны светских философий и светских течений искажать истинное учение и дисциплину Церкви Христовой».
Ссылки на модернизм по-прежнему часто встречаются среди консервативных и традиционалистских католиков.

## Известные лица, участвовавшие в модернистской полемике
- Джон Айрленд[англ.] (1838—1918), архиепископ Сент-Пола. Считается одним из лидеров американизма[англ.], позже он выступил против модернизма.
- Луи Дюшен (1843—1922), священник и филолог, одна из его книг была помещена в Индекс запрещённых книг.
- Альфред Луази[англ.] (1857—1940), священник и богослов, отлучён от церкви за свои взгляды в 1908 году, а его труды были внесены в Индекс. Позже стал агностиком и светским учёным в Коллеж де Франс.
- Джордж Тиррелл[англ.] (1861—1909), исключённый из Общества Иисуса в 1906 году за свои взгляды и отлучённый от церкви в 1908 году.
- Мод Петре[англ.] (1863—1942), английская монахиня, близкая подруга Тиррелла, участница модернистского движения, а также один из его первых историков и критиков.
- Эрнесто Буонаюти[англ.] (1881—1946), знаток истории христианства и религиозной философии, был лидером итальянского модернистского движения и был отлучён от церкви в 1925 году[107].
- Пьер Батифоль[англ.] (1861—1929), историк догмы.
- Фридрих фон Хюгель (1852—1925), философ религии
- Уорд Уилфрид[англ.] (1856—1916), английский эссеист и биограф.
- Анри Бремон[англ.] (1865—1933), французский литературовед, был иезуитом и католическим философом[108].
- Йозеф Шнитцер[нем.] (1859—1939), историк догмы в Мюнхене[109].
- Джованни Семерия[англ.] (1867—1931), варнавитский священник, проповедник.
- Карл Мут[англ.] (1867—1944), редактор культурного и религиозного журнала Hochland[англ.].
- Герман Шелл[англ.] (1850—1906), немецкий богослов.
- Франц Ксаверий Краус (1840—1901), церковный историк, «либеральный католик».

## В популярной культуре
- Ирландский комик Дермот Морган[англ.] пародировал модернистскую тенденцию католической церкви в Ирландии[укр.] после II Ватиканского собора, появляясь в телешоу RTÉ «The Live Mike[англ.]» в период с 1979 по 1982 год. В шоу Морган сыграл несколько комических персонажей, в том числе отца Тренди, пытающегося быть крутым священником-хиппи, который носил стрижку Элвиса, кожаную куртку и был склонен проводить смехотворные параллели между религиозным и нерелигиозной жизнью в двухминутной «проповеди» на камеру. Моделью Моргана для персонажа был отец Брайан Д’Арси[англ.], священник — левый пассионист, который пытался быть капелланом в сообществе шоу-бизнеса в Дублине.
- В эпизоде "Епископский гамбит" британского телесериала «Да, господин министр» (сезон 1, эпизод 7, эфир 17 сентября 1988 года) премьер-министр Джим Хакер[англ.] обсуждает кандидатов на англиканское епископство с секретарём кабинета министров сэром Хамфри Эпплби[англ.][110]. Церковные уполномоченные предложили кандидата, который является «модернистом». Позже сэр Хамфри объясняет премьер-министру, что «модернист» — это церковный код для англиканского священнослужителя-атеиста[111].